# پائولو گارسس
پائولو آندرس گارسس کونترراس (اسپانیایی: Paulo Andrés Garcés Contreras‎؛ زاده ۲ اوت ۱۹۸۴) یک بازیکن فوتبال اهل شیلی است.

## تیم ملی
وی همچنین در تیم ملی فوتبال شیلی بازی کرده است.